# Brunei Open 1996
Die Brunei Open 1996 im Badminton fanden vom 5. bis zum 8. September 1996 statt. Das Preisgeld betrug 60.000 US-Dollar.

## Die Sieger und Platzierten
| Disziplin    | Gold                                   | Silber                      | Bronze                          |
| ------------ | -------------------------------------- | --------------------------- | ------------------------------- |
| Herreneinzel | Dwi Aryanto                            | Ismail Saman                | Yan Wei                         |
| Herreneinzel | Dwi Aryanto                            | Ismail Saman                | Salim                           |
| Dameneinzel  | Wu Huimin                              | Ellen Angelina              | Ika Heny Nursanti               |
| Dameneinzel  | Wu Huimin                              | Ellen Angelina              | Kristin Yunita                  |
| Herrendoppel | Cun Cun Haryono Ade Lukas              | Davis Efraim Halim Haryanto | Seng Kok Kiong Victo Wibowo     |
| Herrendoppel | Cun Cun Haryono Ade Lukas              | Davis Efraim Halim Haryanto | Chew Choon Eng Rosman Razak     |
| Damendoppel  | Thitikan Duangsiri Pornsawan Plungwech | Nichola Beck Joanne Davies  | Norhasikin Amin Kuak Seok Choon |
| Damendoppel  | Thitikan Duangsiri Pornsawan Plungwech | Nichola Beck Joanne Davies  | Chan Chia Fong Lee Yin Yin      |
| Mixed        | Sandiarto Vera Octavia                 | Yang Ming Zhou Mi           | Imam Tohari Emma Ermawati       |
| Mixed        | Sandiarto Vera Octavia                 | Yang Ming Zhou Mi           | Yu Qi Cai Jiani                 |